# Kodama Naoko
Pour les articles homonymes, voir Kodama et Naoko.
コダマナオコ
Œuvres principales
- NTR: Netsuzou Trap

Kodama Naoko (コダマナオコ) est une mangaka et doujinka japonaise écrivant du shoujo, du shoujo-ai et du Yuri.

## Œuvres

### Mangas et Doujinshis
Mangas :
- NTR: Netsuzou Trap depuis 2014
- Code Geass - Queen (2007)
- Amadare! (2008)
- Onii-chan no Ijiwaru (2009)
- Gakuen Harem (2010)
- Renai Kenshuuchuu! (2010)
- Anata no Omocha (2011)
- Bakemono Kurabu (2011)
- Girls Love (2011)
- Renai Manga (2011)
- Fujiyuu Sekai (2012)
- Zankou Noise (2012)
- Cocytus (2013)
- Kaikou Effect (2013)
- Yokujou Target (2014) Doujinsis :
- Sei's Diary (1999)
- Border Line (2000)
- Suzukuma! (2014)